# Communauté d’agglomération de Forbach Porte de France
Die Communauté d’agglomération de Forbach Porte de France ist ein französischer Gemeindeverband mit der Rechtsform einer Communauté d’agglomération im Département Moselle in der Region Grand Est. Sie wurde am 23. Dezember 2002 gegründet und umfasst 21 Gemeinden nahe der deutschen Grenze, südwestlich von Saarbrücken. Der Verwaltungssitz des Gemeindeverbandes befindet sich in der Stadt Forbach.

## Historische Entwicklung
Am 17. Juni 1970 wurde der District de Forbach durch einen Beschluss des Präfekten mit 20 Gemeinden und ungefähr 80.000 Einwohnern gebildet. Im Dezember 1996 kam noch die Gemeinde Morsbach dazu. Am 1. Januar 2002 wurde dieses District in eine Communauté de communes umgewandelt. Am 1. Januar 2003 wurde schließlich die Communauté d’agglomération nach dem Wunsch der Gemeinden, die Zusammenarbeit zu stärken, gebildet.

## Mitgliedsgemeinden
| Gemeinde                                              | Einwohner 1. Januar 2022 | Fläche km² | Dichte Einw./km² | Code INSEE | Postleitzahl |
| ----------------------------------------------------- | ------------------------ | ---------- | ---------------- | ---------- | ------------ |
| Alsting                                               | 2.493                    | 5,73       | 435              | 57013      | 57515        |
| Behren-lès-Forbach                                    | 6.299                    | 5,54       | 1.137            | 57058      | 57460        |
| Bousbach                                              | 1.188                    | 5,91       | 201              | 57101      | 57460        |
| Cocheren                                              | 3.351                    | 5,62       | 596              | 57144      | 57800        |
| Diebling                                              | 1.670                    | 7,84       | 213              | 57176      | 57980        |
| Etzling                                               | 1.135                    | 4,94       | 230              | 57202      | 57460        |
| Farschviller                                          | 1.325                    | 11,25      | 118              | 57208      | 57450        |
| Folkling                                              | 1.392                    | 11,87      | 117              | 57222      | 57600        |
| Forbach                                               | 21.111                   | 16,32      | 1.294            | 57227      | 57600        |
| Kerbach                                               | 1.223                    | 4,45       | 275              | 57360      | 57460        |
| Metzing                                               | 693                      | 6,45       | 107              | 57466      | 57980        |
| Morsbach                                              | 2.657                    | 5,09       | 522              | 57484      | 57600        |
| Nousseviller-Saint-Nabor                              | 1.185                    | 6,13       | 193              | 57514      | 57990        |
| Œting                                                 | 2.636                    | 4,39       | 600              | 57521      | 57600        |
| Petite-Rosselle                                       | 6.176                    | 5,05       | 1.223            | 57537      | 57540        |
| Rosbruck                                              | 730                      | 1,41       | 518              | 57596      | 57800        |
| Schœneck                                              | 2.442                    | 4,06       | 601              | 57638      | 57350        |
| Spicheren                                             | 3.180                    | 8,11       | 392              | 57659      | 57350        |
| Stiring-Wendel                                        | 11.048                   | 3,6        | 3.069            | 57660      | 57350        |
| Tenteling                                             | 1.041                    | 7,19       | 145              | 57665      | 57980        |
| Théding                                               | 2.424                    | 8,13       | 298              | 57669      | 57450        |
| Communauté d’agglomération de Forbach Porte de France | 75.399                   | 139,08     | 542              | –          | –            |